# Christian De Lorenzi
Christian De Lorenzi (* 18. Februar 1981 in Sondalo, Provinz Sondrio) ist ein ehemaliger italienischer Biathlet.

## Karriere
Christian De Lorenzi begann 1995 mit dem Biathlonsport. Der Sportsoldat, der in Bormio lebt, startet für C.S. Esercito und gehört seit 1999 zum italienischen Nationalteam. Sein Debüt im Biathlon-Weltcup gab er 2002 bei einem Staffelrennen (9.) in Osrblie. Sein erstes Einzelrennen Im Weltcup war ein Einzel 2004 in Antholz, in dem er Platz 68 belegte. Bereits zwei Rennen danach gewann De Lorenzi seine ersten Weltcuppunkte, als er in Lake Placid zunächst im Sprint Rang 25 erreichte und sich im anschließenden Verfolgungsrennen auf Platz 16 verbesserte. Zum ersten Mal kam Christian De Lorenzi 2006 während der Olympischen Spiele in Turin unter die besten Zehn. Er lief auf Platz 7 im Einzelwettbewerb. Daneben war der 14. Platz in der Verfolgung sein bestes Resultat bei seinen „Heimspielen“. Auch in Vancouver 2010 ging De Lorenzi an den Start. Rang 12 mit der Staffel war das beste Ergebnis, Rang 38 im Einzel und Rang 61 im Sprint die weiteren Ergebnisse. Seit 2004 nimmt Christian De Lorenzi an Weltmeisterschaften teil. Sein bislang bestes Resultat in einem Individualwettbewerb war der 6. Platz im Einzel 2008 in Östersund. Mit der italienischen Männerstaffel wurde er 2007 Vierter. Im Weltcup gelangen ihm in der Saison 2009/2010 die ersten Podestplatzierungen, er wurde Zweiter in der Verfolgung in Kontiolahti nach Platz 8 im Sprint. Bei der letzten Weltcupstation in Chanty-Mansijsk belegte er im Sprint, dem vorletzten Saisonrennen, hinter Iwan Tscheresow wieder den zweiten Platz. Dabei blieb er im Schießen erneut fehlerfrei, seine guten Schießergebnisse sind der Hauptgrund für seine insgesamt verbesserte Leistung. Die Gesamtwertung schloss er auf Platz 32 ab, in der Sprintwertung wurde er 24., im Massenstart 34., in der Verfolgung platzierte er sich als 19. erstmals unter den besten Zwanzig. Beim Heim-Weltcup 2011 in Antholz in Südtirol erreichte Christian De Lorenzi gemeinsam mit Lukas Hofer, René-Laurent Vuillermoz und Markus Windisch in der Staffel den 2. Platz und damit erstmals mit einer italienischen Männerstaffel das Siegerpodest. Zuvor konnte er 2008 in Pyeongchang und 2010 in Kontiolahti mit Mixed-Staffeln Zweiter und Dritter werden.

## Statistiken

### Weltcupplatzierungen
Die Tabelle zeigt alle Platzierungen (je nach Austragungsjahr einschließlich Olympische Spiele und Weltmeisterschaften).
- 1.–3. Platz: Anzahl der Podiumsplatzierungen
- Top 10: Anzahl der Platzierungen unter den ersten zehn (einschließlich Podium)
- Punkteränge: Anzahl der Platzierungen innerhalb der Punkteränge (einschließlich Podium und Top 10)
- Starts: Anzahl gelaufener Rennen in der jeweiligen Disziplin
- Staffel: inklusive Mixed- und Single-Mixed-Staffeln

| Platzierung                      | Einzel | Sprint | Verfolgung | Massenstart | Staffel | Gesamt |
| -------------------------------- | ------ | ------ | ---------- | ----------- | ------- | ------ |
| 1. Platz                         |        |        |            |             |         |        |
| 2. Platz                         |        | 1      | 1          |             | 2       | 4      |
| 3. Platz                         |        |        |            |             | 1       | 1      |
| Top 10                           | 3      | 7      | 3          | 2           | 31      | 46     |
| Punkteränge                      | 11     | 33     | 24         | 17          | 41      | 126    |
| Starts                           | 26     | 67     | 36         | 17          | 41      | 187    |
| Stand: nach der Saison 2010/2011 |        |        |            |             |         |        |

### Olympische Winterspiele
Ergebnisse bei Olympischen Winterspielen:
|                                           | Einzelwettbewerbe | Einzelwettbewerbe | Einzelwettbewerbe | Einzelwettbewerbe | Staffelwettbewerbe | Staffelwettbewerbe |
| Sprint                                    | Verfolgung        | Einzel            | Massenstart       | Herrenstaffel     | Mixedstaffel       |                    |
| ----------------------------------------- | ----------------- | ----------------- | ----------------- | ----------------- | ------------------ | ------------------ |
| Olympische Winterspiele 2006 \| Turin     | 26.               | 14.               | 7.                | 26.               | 8.                 |                    |
| Olympische Winterspiele 2010 \| Vancouver | 61.               | –                 | 38.               | –                 | 8.                 |                    |
| Olympische Winterspiele 2014 \| Sotschi   | 46.               | 42.               | 30.               | –                 | 5.                 | –                  |